# Arcidiecéze Acapulco
Arcidiecéze Acapulco (latinsky: Archidioecesis Acapulcana) je římskokatolická metropolitní arcidiecéze v mexickém jihozápadním státě Guerrero.
Jeho hlavním chrámem je katedrála Nuestra Señora de la Soledad, zasvěcená Panně Marii Samoty, v turistickém přístavním městě Acapulco. V současné době ji vede arcibiskup Leopoldo González González.

## Území
Arcidiecéze zahrnuje 19 obcí pobřežní oblasti Mexického státu Guerrero: Acapulco, Atoyac, Ayutla de los Libres, Azoyú, Benito Juarez, Copala, Coyuca de Benítez, Cuajinicuilapa, Cuauhtepec, Florencio Villarreal, Igualapa, Ometepec, Petatlán, San Luis Acatlán, San Marcos, Tecoanapa, Técpan, Tlacuachistlahuaca e Xochistlahuaca.
Arcibiskupským sídlem je město Acapulco, kde se nachází hlavní chrám katedrála Panny Marie Osamělé.
Rozděluje se do 84 farností. K roku 2012 měla 3 074 000 věřících, 106 diecézních kněží, 20 řeholních kněží, 21 trvalých jáhnů, 21 řeholníků a 187 řeholnic.

### Církevní provincie
Církevní provincie Acapulco byla založena roku 1983, zahrnuje 3 sufragánny:
- diecéze Chilpancingo–Chilapa
- diecéze Ciudad Altamirano
- diecéze Tlapa

## Historie
Dne 18. března 1958 byla bulou Quo aptiori papeže Pia XII. vytvořena z části území Chilapa vytvořena diecéze Acapulco.
Dne 27. října 1964 byla z části jejího území a území jiných diecézí vytvořena diecéze Ciudad Altamirano.
Dne 10. února 1983 byla bulou Quo maius papeže Jana Pavla II. povýšena na metropolitní arcidiecézi.

## Seznam biskupů
- José del Pilar Quezada Valdéz (1958 – 1976)
- Rafael Bello Ruiz (1976 – 2001)
- Felipe Aguirre Franco (2001 – 2010)
- Carlos Garfias Merlos (2010 – 2017)
- Leopoldo González González (od 2017)